# این استایل
این استایل (انگلیسی: InStyle) یک مجله مد برای زنان است که از سال ۱۹۹۴ در آمریکا منتشر می‌شود. تیراژ این مجله در آمریکا ۱٬۸۱۰٬۵۳۹ نسخه و در انگلستان ۱۴۶٬۵۰۷ نسخه بوده‌است.
سردبیر این نشریه لارا براون است که پیش از آن مدیر عامل هارپرز بازار بود. محتوای این استایل شامل تبلیغات، مد و زیبایی، خانه، سرگرمی، و زندگی ستاره‌ها می‌شود. از سال ۲۰۱۲ این استایل در بیش از ۱۶ کشور منتشر می‌شود.